# Église d'Ágios Dimítrios Loumbardiáris d'Athènes
L’église d’Ágios Dimítrios Loumbardiáris (grec moderne : εκκλησία Αγίου Δημητρίου Λουμπαρδιάρη) est un édifice chrétien situé à Athènes, dans la périphérie de l'Attique, en Grèce.

## Emplacement
L'édifice est situé sur la colline de Philópappos, à proximité du monument homonyme,.

## Histoire et description
De date inconnue et construite en plusieurs phases,, cette église doit son nom à une légende locale datant du XVIIe siècle. Selon cette dernière, en 1658, le commandant ottoman de la garnison de l'Acropole de l'époque, Youssouf, souhaite tirer à boulets de canons (grec moderne : λουμπάρδα) sur l'église et ses fidèles le jour même de la fête de saint Démétrios de Thessalonique, à qui l'église est dédiée. Cependant, toujours selon cette légende, il voit ses plans contrariés par la foudre qui frappe la poudrière de l'Acropole, provoquant une explosion qui le tue, ainsi que le reste de sa famille, présente sur les lieux. Le décor intérieur de l'édifice présente nombre de fresques, dont la majorité sont créées pendant la période ottomane, d'après leurs inscriptions ktetoriques.
Quant à l'architecture extérieure de l'église, elle est le résultat de vastes travaux entrepris en 1955 par l'architecte et urbaniste Dimítris Pikiónis. Ce dernier utilise des pavés, des éléments en marbre provenant de bâtiments de style néoclassique, ainsi que des ceintures de béton, comme matériaux de construction, tandis que l'architecture byzantine et la tradition locale lui servent comme source d'inspiration. Dans le cadre de ces travaux de restauration, un café connu sous le nom d'anapaftírio (grec moderne : αναπαυτήριο) est construit sur les lieux par Pikiónis. La célébration pascale ayant lieu dans l'église, ainsi que la procession de l'épitaphe de sa paroisse, rencontrent une popularité importante parmi la population locale.